# Vincenzo (Fernsehserie)
Vincenzo (빈센조, RR Binsenjo) ist eine südkoreanische Serie, die von Studio Dragon und Logos Film umgesetzt wurde. Die Premiere der Serie fand am 20. Februar 2021 auf dem südkoreanischen Kabelsender tvN statt. Im deutschsprachigen Raum erfolgte die Erstveröffentlichung der Serie am 9. Mai 2021 auf dem Streamingdienst Netflix.

## Handlung
Im Alter von acht Jahren kam Park Joo-hyung nach Italien. Später schloss er sich dort der Mafia an und wurde von Don Fabio, dem Oberhaupt der Cassano-Familie, adoptiert und in Vincenzo Cassano umbenannt. Als italienischer Anwalt wurde er Berater der Mafia und einer der besten Männer von Fabio, bis dieser starb. Nach Fabios Tod versuchte Paolo (Fabios leiblicher Sohn und neuer Anführer), Vincenzo zu töten. Er floh nach Seoul, um sich das unter der Geumga-dong Plaza versteckte Gold anzueignen. Vincenzo half einem chinesischen Tycoon, sein Gold in einem nach Methoden der Mafia gesicherten Gewölbe innerhalb des Komplexes zu verstecken. Nachdem der Tycoon gestorben war, plante Vincenzo, sich das Gold anzueignen und es als seine Pensionskasse zu nutzen, da niemand sonst von dem Gewölbe wusste. Ein Immobilienunternehmen der Babel Group hat das Gebäude jedoch in Besitz genommen, und Vincenzo muss seine Fähigkeiten einsetzen, um das Gebäude zurückzugewinnen und sich das Vermögen zu sichern. Vincenzo verbündet sich mit der Rechtsanwältin Hong Cha-young, einer Anwältin, die die verbliebenen Mieter der Geumga-Plaza vertritt. Die Babel Group will diese Mieter vertreiben.

## Besetzung und Synchronisation
Die deutschsprachige Synchronisation entstand nach den Dialogbüchern von Dirk Müller, Andreas Müller, Alexej Ashkenazy, Angelika Brötzmann und Anja Nestler sowie unter der Dialogregie von Dirk Müller und Andreas Müller durch die Synchronfirma Eclair Studios Germany in Berlin.

### Hauptdarsteller
| Rolle                             | Schauspieler   | Synchronsprecher  |
| --------------------------------- | -------------- | ----------------- |
| Vincenzo Cassano / Park Joo-hyung | Song Joong-ki  | Ozan Ünal         |
| Hong Cha-young                    | Jeon Yeo-been  | Amelie Plaas-Link |
| Jang Joon-woo / Jang Han-seok     | Ok Taec-yeon   | Jan Makino        |
| Choi Myung-hee                    | Kim Yeo-jin    | Antje von der Ahe |
| Jang Han-seo                      | Kwak Dong-yeon | Tim Knauer        |

### Nebendarsteller
| Rolle          | Schauspieler    | Synchronsprecher     |
| -------------- | --------------- | -------------------- |
| Han Seung-hyuk | Jo Han-chul     | Matthias Deutelmoser |
| Lee Cheol-wook | Yang Kyung-won  | Nicolás Artajo       |
| Nam Joo-sung   | Yoon Byung-hee  | Timo Weisschnur      |
| Hong Yoo-chan  | Yoo Jae-myung   | Wolfgang Wagner      |
| Jang Yeon-jin  | Seo Ye-hwa      | Laura Oettel         |
| Koch Toto      | Kim Hyung-mook  | Marius Clarén        |
| Kwak Hee-soo   | Lee Hang-na     | Ilka Teichmüller     |
| Tak Hong-sik   | Choi Deok-moon  | Stefan Krause        |
| Larry Kang     | Kim Seol-jin    | Philipp Lind         |
| Ahn Gi-seok    | Im Chul-soo     | Max Felder           |
| Park Seok-do   | Kim Young-woong | Rainer Fritzsche     |
| Monk Chae-sin  | Kwon Seung-woo  | Tino Mewes           |
| Seo Mi-ri      | Kim Yoon-hye    | Moira May            |
| Jeon Soo-nam   | Lee Dal         | Sascha Werginz       |
| Oh Gyeong-ja   | Yoon Bok-in     | Marion Musiol        |
| Cho Yeong-woon | Choi Young-joon | Valentin Stilu       |
| Park Do-hun    | Jung Yeon-woo   | Sebastian Kluckert   |
| Hwang Jin-Tae  | Seo Jin-won     | Frank Röth           |
| Seo Ung-ho     | Hwang Tae-kwang | Armin Schlagwein     |
| Pyo Hyeok-pil  | Kim Tae-hoon    | François Goeske      |
| Seo Seong-wan  | Yang Seung-won  | Karlo Hackenberger   |
| Gil Jong-moon  | Hong Seo-jun    | Jan Andreesen        |
| Gilbert        | Ahn Chang-hwan  | Patrick Giese        |
| Yang Joo-eun   | Jung Ji-yoon    | Valentina Bonalana   |
| Monk Jeok-ha   | Ri Woo-jin      | Hanns-Jörg Krumpholz |
| Kim Yeong-ho   | Kang Chae-min   | Jonas Lauenstein     |
| Jung In-kuk    | Ko Sang-ho      | Julian Tennstedt     |

### Gastdarsteller
| Rolle                    | Schauspieler     | Synchronsprecher       |
| ------------------------ | ---------------- | ---------------------- |
| Lee Chung-il             | Jang Tae-min     | Dennis Herrmann        |
| So Hyeon-woo             | Shin Seung-hwan  | David Brizzi           |
| Lee U-yeong              | Shim Woo-sung    | Marcel Collé           |
| Hwang Min-seong          | Kim Sung-cheol   | Kaze Uzumaki           |
| Vorsitzende Seo Yeong-su | Jeon Guk-hyang   | Julia Biedermann       |
| Nam Sin-bae              | Yoon Kyung-ho    | Gerald Schaale         |
| Park Chan-ki             | Jeon Jin-oh      | Jörg Pintsch           |
| Jung Do-hee              | Lee Hye-jung     | Daniella Erdmann       |
| Oh Jeong-bae             | Jeon Jin-ki      | Frank Schaff           |
| Schamane Biryu           | Im Sung-jae      | Lasse Dreyer           |
| Kang Ho-chul             | Lee Kyu-seop     | Christoph Banken       |
| Kim Uk-hyeon             | Maeng Bong-hak   | Stephan Baumecker      |
| Park Seung-joon          | Lee Kyeong-yeong | Marko Bräutigam        |
| In-seo                   |                  | Katharina Schwarzmaier |
| Ung-jin                  |                  | Gerrit Schmidt-Foß     |
| Mr. Kim                  |                  | Sven Gerhardt          |
| Teamleiter               |                  | Jeremias Koschorz      |
| Bereichsleiter           |                  | Bastian Sierich        |

## Einschaltquoten
| Folge        | Ausstrahlungsdatum | Einschaltquote        | Einschaltquote |
| Folge        | Ausstrahlungsdatum | AGB Nielsen           | AGB Nielsen    |
| Folge        | Ausstrahlungsdatum | Landesweit (Südkorea) | Seoul          |
| ------------ | ------------------ | --------------------- | -------------- |
| 1            | 20. Februar 2021   | 7,659 %               | 8,728 %        |
| 2            | 21. Februar 2021   | 9,295 %               | 10,207 %       |
| 3            | 27. Februar 2021   | 8,121 %               | 9,340 %        |
| 4            | 28. Februar 2021   | 10,215 %              | 11,201 %       |
| 5            | 6. März 2021       | 9,674 %               | 10,683 %       |
| 6            | 7. März 2021       | 11,082 %              | 12,165 %       |
| 7            | 13. März 2021      | 9,241 %               | 9,992 %        |
| 8            | 14. März 2021      | 10,380 %              | 11,292 %       |
| 9            | 20. März 2021      | 9,057 %               | 9,729 %        |
| 10           | 21. März 2021      | 11,375 %              | 12,745 %       |
| 11           | 27. März 2021      | 9,311 %               | 10,705 %       |
| 12           | 28. März 2021      | 10,736 %              | 12,405 %       |
| 13           | 3. April 2021      | 10,815 %              | 11,555 %       |
| 14           | 4. April 2021      | 11,258 %              | 12,487 %       |
| 15           | 10. April 2021     | 10,296 %              | 11,150 %       |
| 16           | 11. April 2021     | 10,572 %              | 11,600 %       |
| 17           | 24. April 2021     | 10,961 %              | 12,278 %       |
| 18           | 25. April 2021     | 12,276 %              | 13,912 %       |
| 19           | 1. Mai 2021        | 11,854 %              | 12,659 %       |
| 20           | 2. Mai 2021        | 14,636 %              | 16,564 %       |
| Durchschnitt | Durchschnitt       | 10.441%               | 11.570%        |

## Episodenliste
| Nr. | Deutscher Titel | Originaltitel | Erstausstrahlung (Südkorea) | Deutschsprachige Erstveröffentlichung (D/A/CH) |
| --- | --------------- | ------------- | --------------------------- | ---------------------------------------------- |
| 1   | Folge 1         | 1화           | 20. Feb. 2021               | 9. Mai 2021                                    |
| 2   | Folge 2         | 2화           | 21. Feb. 2021               | 9. Mai 2021                                    |
| 3   | Folge 3         | 3화           | 27. Feb. 2021               | 9. Mai 2021                                    |
| 4   | Folge 4         | 4화           | 28. Feb. 2021               | 9. Mai 2021                                    |
| 5   | Folge 5         | 5화           | 6. März 2021                | 9. Mai 2021                                    |
| 6   | Folge 6         | 6화           | 7. März 2021                | 9. Mai 2021                                    |
| 7   | Folge 7         | 7화           | 13. März 2021               | 9. Mai 2021                                    |
| 8   | Folge 8         | 8화           | 14. März 2021               | 9. Mai 2021                                    |
| 9   | Folge 9         | 9화           | 20. März 2021               | 9. Mai 2021                                    |
| 10  | Folge 10        | 10화          | 21. März 2021               | 9. Mai 2021                                    |
| 11  | Folge 11        | 11화          | 27. März 2021               | 9. Mai 2021                                    |
| 12  | Folge 12        | 12화          | 28. März 2021               | 9. Mai 2021                                    |
| 13  | Folge 13        | 13화          | 3. Apr. 2021                | 9. Mai 2021                                    |
| 14  | Folge 14        | 14화          | 4. Apr. 2021                | 9. Mai 2021                                    |
| 15  | Folge 15        | 15화          | 10. Apr. 2021               | 9. Mai 2021                                    |
| 16  | Folge 16        | 16화          | 11. Apr. 2021               | 9. Mai 2021                                    |
| 17  | Folge 17        | 17화          | 24. Apr. 2021               | 9. Mai 2021                                    |
| 18  | Folge 18        | 18화          | 25. Apr. 2021               | 9. Mai 2021                                    |
| 19  | Folge 19        | 19화          | 1. Mai 2021                 | 9. Mai 2021                                    |
| 20  | Folge 20        | 20화          | 2. Mai 2021                 | 9. Mai 2021                                    |